# Wettenberg
Wettenberg ist eine Gemeinde im Landkreis Gießen in Hessen. Sie besteht aus den drei Ortsteilen Krofdorf-Gleiberg, Wißmar und Launsbach.

## Geografie

### Geografische Lage
Wettenberg liegt unmittelbar am nördlichen Stadtrand von Gießen auf einer Höhe von 158 bis 362 Metern im Landstrich Gleiberger Land. Naturräumlich liegt die Gemeinde an der nordwestlichen Nahtstelle der Gießener Lahntalsenke zum Krofdorfer Forst im Osten des Krofdorf-Königsberger Forstes, der Teil des Gladenbacher Berglandes ist.
Wettenberg ist ebenso wie die Nachbargemeinde Biebertal ein beliebter suburbaner Wohnstandort am Südhang des Dünsbergs in unmittelbarer Nähe zum Oberzentrum Gießen. Durch das ausgedehnte Waldgebiet des Krofdorfer Forstes sowie die Burg Gleiberg ist Wettenberg auch ein wichtiges Erholungsgebiet und Ausflugsziel für die Stadtregion Gießen.
Von nördlichen bis nordwestlichen Richtungen aus fließen die bei Einzugsgebieten von je um 10 km² nicht sehr wasserreichen Lahn-Nebenflüsse Fohnbach (12,0 km), Gleibach (7,7 km) und Wißmarbach (6,2 km) durch das Gemeindegebiet.

### Nachbargemeinden
Wettenberg grenzt im Norden an die Gemeinde Lohra (Landkreis Marburg-Biedenkopf), im Nordosten an die Stadt Lollar, im Südosten an die Stadt Gießen, im Süden an die Gemeinde Heuchelheim sowie im Westen an die Gemeinde Biebertal (alle im Landkreis Gießen). Wettenberg bildet mit den Nachbarkommunen Biebertal und Heuchelheim sowie Lahnau die Kooperation Gleiberger Land.

### Gemeindegliederung
Wettenberg besteht aus den Ortsteilen Krofdorf-Gleiberg, Wißmar und Launsbach. Für diese Ortsteile wurden keine Ortsbezirke errichtet.

## Geschichte

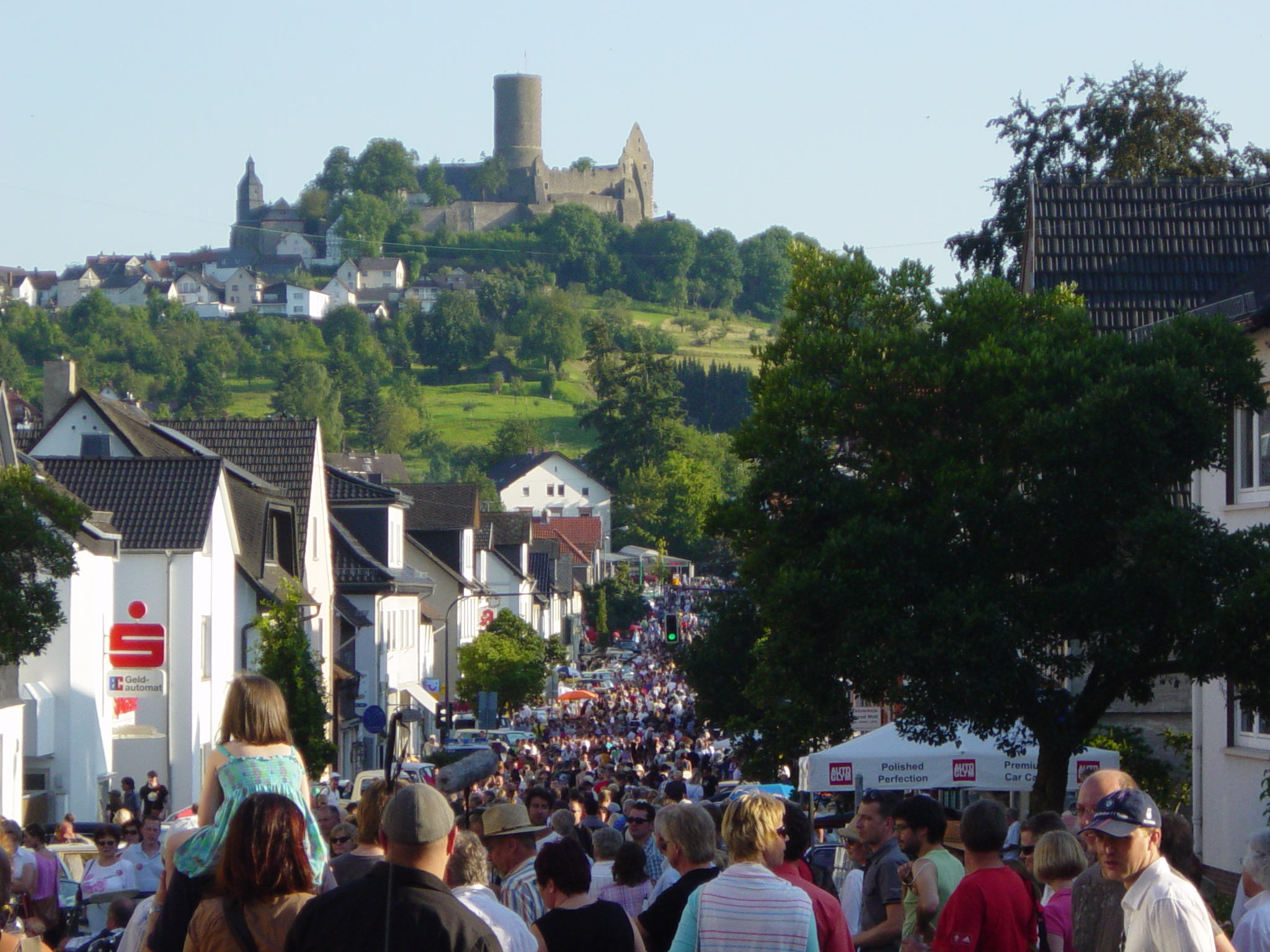
Oldtimer-Festival Golden Oldies in Wettenberg, Ortsteil Krofdorf-Gleiberg, 2009

Die drei Gemeinden Krofdorf-Gleiberg, Wißmar und Launsbach wurden 1977 in die neu gegründete Großstadt Lahn eingegliedert und bildeten darin den Stadtbezirk Wettenberg (benannt nach einem bewaldeten Bergrücken, der etwa in der Mitte zwischen den drei Ortschaften liegt). Nach Auflösung der Stadt Lahn wurde aus dem Stadtbezirk am 1. August 1979 unter dem Namen Wettenberg eine selbständige Gemeinde.

### Einwohnerstatistik
| Wettenberg Bevölkerung am 30. Juni: Einwohnerzahlen von 2011 bis 2020                                                        | Wettenberg Bevölkerung am 30. Juni: Einwohnerzahlen von 2011 bis 2020 | Wettenberg Bevölkerung am 30. Juni: Einwohnerzahlen von 2011 bis 2020 | Wettenberg Bevölkerung am 30. Juni: Einwohnerzahlen von 2011 bis 2020 | Wettenberg Bevölkerung am 30. Juni: Einwohnerzahlen von 2011 bis 2020 |
| --- | --------------------------------------------------------------------- | --------------------------------------------------------------------- | --------------------------------------------------------------------- | --------------------------------------------------------------------- |
| Jahr |                                                                       |                                                                       |                                                                       | Einwohner                                                             |
| 2011 | 2011                                                                  |                                                                       | 12.205                                                                | 12.205                                                                |
| 2012 | 2012                                                                  |                                                                       | 12.236                                                                | 12.236                                                                |
| 2013 | 2013                                                                  |                                                                       | 12.207                                                                | 12.207                                                                |
| 2014 | 2014                                                                  |                                                                       | 12.166                                                                | 12.166                                                                |
| 2015 | 2015                                                                  |                                                                       | 12.125                                                                | 12.125                                                                |
| 2016 | 2016                                                                  |                                                                       | 12.355                                                                | 12.355                                                                |
| 2017 | 2017                                                                  |                                                                       | 12.401                                                                | 12.401                                                                |
| 2018 | 2018                                                                  |                                                                       | 12.483                                                                | 12.483                                                                |
| 2019 | 2019                                                                  |                                                                       | 12.572                                                                | 12.572                                                                |
| 2020 | 2020                                                                  |                                                                       | 12.635                                                                | 12.635                                                                |
| Quellen: https://statistik.hessen.de/sites/statistik.hessen.de/files/Bevoelkerung_Gemeinden_2011-2020_30062020_18092020.xlsx |                                                                       |                                                                       |                                                                       |                                                                       |

### Konfessionsstatistik
Laut dem Zensus 2011 waren 53,0 % (6.448) der Einwohner evangelisch, 16,8 % römisch-katholisch und 30,2 % waren konfessionslos, gehörten einer anderen Glaubensgemeinschaft an oder machten keine Angabe. Die Zahl der Protestanten ist seitdem gesunken. Ende 2020 hatte Wettenberg 12.578 Einwohner, davon 46,5 % (5.850) Protestanten.

## Politik

### Gemeindevertretung
Die Kommunalwahl am 14. März 2021 lieferte folgendes Ergebnis, in Vergleich gesetzt zu früheren Kommunalwahlen:
| Sitzverteilung in der Gemeindevertretung 2021Insgesamt 37 Sitze - SPD: 13 - Grüne: 7 - FDP: 1 - FW: 7 - CDU: 9 | Parteien und Wählergemeinschaften | Parteien und Wählergemeinschaften           | 2021  | 2021  | 2016  | 2016  | 2011  | 2011  | 2006  | 2006  | 2001  | 2001  |
| Sitzverteilung in der Gemeindevertretung 2021Insgesamt 37 Sitze - SPD: 13 - Grüne: 7 - FDP: 1 - FW: 7 - CDU: 9 | Parteien und Wählergemeinschaften | Parteien und Wählergemeinschaften           | %     | Sitze | %     | Sitze | %     | Sitze | %     | Sitze | %     | Sitze |
| Sitzverteilung in der Gemeindevertretung 2021Insgesamt 37 Sitze - SPD: 13 - Grüne: 7 - FDP: 1 - FW: 7 - CDU: 9 | SPD                               | Sozialdemokratische Partei Deutschlands     | 36,2  | 13    | 45,6  | 17    | 50,4  | 19    | 54,4  | 20    | 52,4  | 19    |
| Sitzverteilung in der Gemeindevertretung 2021Insgesamt 37 Sitze - SPD: 13 - Grüne: 7 - FDP: 1 - FW: 7 - CDU: 9 | CDU                               | Christlich Demokratische Union Deutschlands | 24,5  | 9     | 22,9  | 9     | 22,9  | 8     | 25,8  | 10    | 29,1  | 11    |
| Sitzverteilung in der Gemeindevertretung 2021Insgesamt 37 Sitze - SPD: 13 - Grüne: 7 - FDP: 1 - FW: 7 - CDU: 9 | Grüne                             | Bündnis 90/Die Grünen                       | 17,8  | 7     | 11,1  | 4     | 14,1  | 5     | 7,6   | 3     | 8,8   | 3     |
| Sitzverteilung in der Gemeindevertretung 2021Insgesamt 37 Sitze - SPD: 13 - Grüne: 7 - FDP: 1 - FW: 7 - CDU: 9 | FW                                | Freie Wähler Wettenberg                     | 17,5  | 7     | 16,6  | 6     | 10,9  | 4     | 8,6   | 3     | 9,7   | 4     |
| Sitzverteilung in der Gemeindevertretung 2021Insgesamt 37 Sitze - SPD: 13 - Grüne: 7 - FDP: 1 - FW: 7 - CDU: 9 | FDP                               | Freie Demokratische Partei                  | 4,0   | 1     | 3,8   | 1     | 1,7   | 1     | 3,5   | 1     | —     | —     |
| Sitzverteilung in der Gemeindevertretung 2021Insgesamt 37 Sitze - SPD: 13 - Grüne: 7 - FDP: 1 - FW: 7 - CDU: 9 | Gesamt                            | Gesamt                                      | 100,0 | 37    | 100,0 | 37    | 100,0 | 37    | 100,0 | 37    | 100,0 | 37    |
| Sitzverteilung in der Gemeindevertretung 2021Insgesamt 37 Sitze - SPD: 13 - Grüne: 7 - FDP: 1 - FW: 7 - CDU: 9 | Ungültige Stimmen in %            | Ungültige Stimmen in %                      | 2,8   | —     | 4,4   | —     | 3,0   | —     | 2,5   | —     | 1,8   | —     |
| Sitzverteilung in der Gemeindevertretung 2021Insgesamt 37 Sitze - SPD: 13 - Grüne: 7 - FDP: 1 - FW: 7 - CDU: 9 | Wahlbeteiligung in %              | Wahlbeteiligung in %                        | 58,9  | 58,9  | 56,0  | 56,0  | 51,0  | 51,0  | 50,7  | 50,7  | 56,7  | 56,7  |

### Bürgermeister
Nach der hessischen Kommunalverfassung wird der Bürgermeister für eine sechsjährige Amtszeit gewählt, seit dem Jahr 1993 in einer Direktwahl, und ist Vorsitzender des Gemeindevorstands, dem in der Gemeinde Wettenberg neben dem Bürgermeister ehrenamtlich ein Erster Beigeordneter und acht weitere Beigeordnete angehören. Bürgermeister ist seit dem 11. Februar 2022 der parteiunabhängige Marc Nees. Er wurde als Nachfolger von Thomas Brunner (SPD), der nach zwei Amtszeiten nicht wieder kandidiert hatte, am 24. Oktober 2021 in einer Stichwahl bei 59,85 Prozent Wahlbeteiligung mit 59,15 Prozent der Stimmen gewählt.
Amtszeiten der Bürgermeister
- 2022–2028 Marc Nees[10]
- 2010–2022 Thomas Brunner (SPD)[11]
- 1986–2010 Gerhardt Schmidt (SPD)
- 1979–1986 Günter Feußner (SPD) (ging als Kreisbeigeordneter zum Landkreis Gießen)[14]

### Wappen
Das Wappen wurde am 20. März 1981 durch das Hessische Ministerium des Innern genehmigt.
Blasonierung: „In einem blauen Schild, dessen goldenes Schildhaupt durch Zinnenschnitt abgeteilt ist, zwei wegschauende rotbewehrte goldene Löwenköpfe über einem aufrechten, von zwei schrägen goldenen Eichenblättern gekreuzten goldenen Lindenblatt.“

### Flagge
Die Flagge wurde am 18. März 1982 durch das Hessische Ministerium des Innern genehmigt.
Die Flagge der Gemeinde Wettenberg zeigt die Farben Blau – Gelb – Rot, in der oberen Hälfte mit dem Gemeindewappen belegt.

### Partnergemeinden
Wettenberg unterhält folgende Gemeindepartnerschaften:
- Sorgues, Frankreich
- Grigny-sur-Rhône, Frankreich[18]
- Tök, Ungarn
- Zsámbék, Ungarn

## Kultur und Sehenswürdigkeiten

### Kulturdenkmäler
Siehe auch Liste der Stolpersteine in Wettenberg

### Regelmäßige Veranstaltungen und Vereinsleben
Jedes Jahr am letzten Juliwochenende findet das überregional bekannte Oldiesfestival Golden Oldies statt, auf dem die fünfziger, sechziger und siebziger Jahre musikalisch, modisch und kulturell wieder aufleben. Weiterhin finden in den Wettenberger Ortsteilen noch lokale und regional bekannte Feste, wie Krämermarkt und Märchentag in Wißmar (Christi Himmelfahrt), Historischer Markt in Krofdorf-Gleiberg, Kirmes in Wißmar statt.
Überregional bekannt sind auch die jährlich stattfindenden klassischen Winterkonzerte, die unter dem Namen Wettenberger Winterkonzerte sich einen Namen unter den Kennern für klassische Musik gemacht haben. Traditionell wird kein Eintritt zu den Konzerten erhoben, Spenden werden jedoch im Anschluss an das Konzert erbeten. Die Verwendung der Spenden wird jeweils für eine Konzertsaison im Voraus festgelegt und öffentlich bekanntgegeben.
Des Weiteren zählt Wettenberg zu einer Karnevalshochburg. Launsbach und Krofdorf-Gleiberg veranstalten jedes Jahr eine jeweils eigene Fremdensitzung mit Prinzenpaar und traditionellem Elferrat. In Wißmar hingegen findet nur alle zwei Jahre eine Fremdensitzung statt, die für ihre Ausgefallenheit bekannt und beliebt ist, da die Sitzung nach Motto gestaltet wird und der Elferrat nach Motto auf der Bühne sitzt.
Jedes Jahr findet am Rosenmontag ein Rosenmontagsball statt, der vom Turn- und Sportverein Krofdorf-Gleiberg veranstaltet wird.
Am Faschingsdienstag findet der traditionelle Faschingsumzug in Krofdorf-Gleiberg statt, an dem sich alle drei Ortsteile beteiligen.
Das rege Leben der über 80 in Wettenberg eingetragenen Vereine kommt nicht nur durch deren Mitwirken an den o. g. Veranstaltungen zum Ausdruck, sondern wird z. B. auch in enger Zusammenarbeit von Kommune, Schulen und Vereinen bei Projekten wie dem Holz+Technikmuseum, der Beteiligung an überregionalen Wettbewerben (s. u.), der "Bildungsinitiative" u. ä. dokumentiert. Darüber hinaus bieten die Vereine selbst ein umfangreiches Spektrum an öffentlichen Veranstaltungen an – von Kunst- und Kleintierausstellungen, über sportliche und naturkundliche Veranstaltungen, geführte Wanderungen, Konzerte, Vorträge und Feste.

## Wirtschaft und Infrastruktur

### Verkehr
Wettenberg verfügt über eine eigene Autobahnanschlussstelle an der Bundesautobahn 480 Wetzlar-Reiskirchen. Die Anschlussstelle Wettenberg verbindet direkt mit der B 429 Gießener Ring.

### Naherholung und Tourismus
Im Verbund mit den Gemeinden des Gleiberger Landes ist Wettenberg um die Entwicklung eines sanften Tourismus bemüht. Beliebte Ziele auch zur Naherholung sind das Freibad Gleiberger Land, der Wißmarer und die Launsbacher Seen sowie die Wanderwege im Krofdorfer Forst. An Sehenswürdigkeiten springt zunächst die Burg Gleiberg ins Auge, aber auch das Holz+Technikmuseum, die alten Kirchen und die Heimatmuseen in den drei Ortsteilen sind sehenswert.

### Bildung

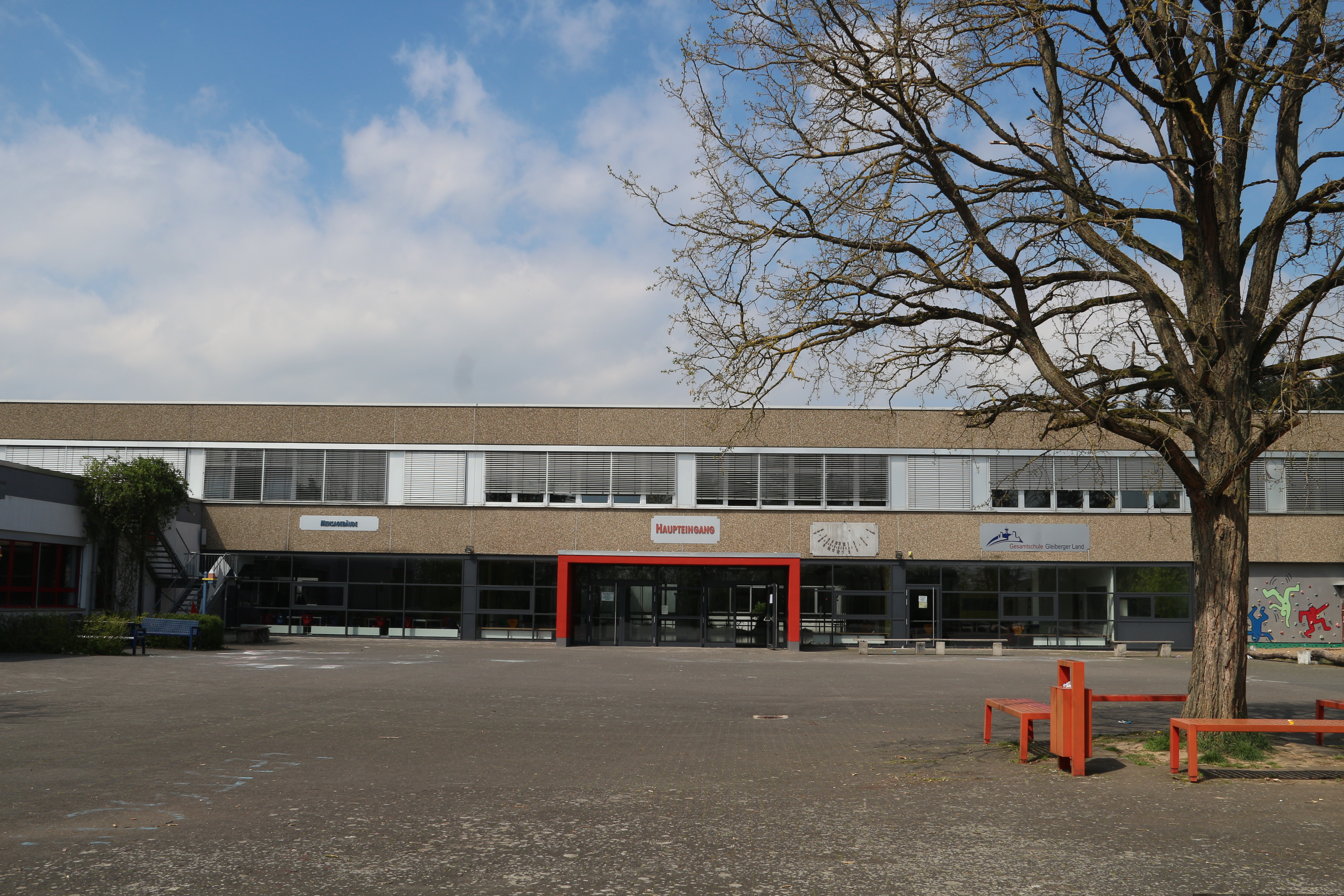
Gesamtschule Gleiberger Land

Die Gesamtschule Gleiberger Land (bis Juli 2007: Wettenbergschule) ist die Mittelstufenschule am Ort für alle Schüler aus Wettenberg und Heuchelheim. Seit August 2007 auch für Schüler aus Biebertal, Heuchelheim und Hohenahr. Nach der Grundschule reicht die Gesamtschule Gleiberger Land bis zur zehnten Klasse und führt die Schüler weiter, sei es zur gymnasialen Oberstufe Richtung Abitur und Studium, sei es zur weiterführenden beruflichen Schule oder zur Lehrstelle in einem Betrieb. In allen drei Ortsteilen besteht eine Grundschule.

### Auszeichnungen der Wettenberger Gemeinde
Die Gemeinde Wettenberg nimmt regelmäßig an Wettbewerben zu verschiedenen Themen teil, insbesondere im Bereich Umwelt/Natur und Nachhaltigkeit. Beispielsweise wurde Wettenberg 2007 als "Naturschutzkommune" von der Deutschen Umwelthilfe ausgezeichnet und im Jahr zuvor als "Klimaschutzkommune". 2009 wird Wettenberg "Bundeshauptstadt im Klimaschutz". Im Oktober 2010 wird Wettenberg erneut mit dem 2. Platz im Wettbewerb „Bundeshauptstadt im Klimaschutz 2010“ ausgezeichnet. Im Wettbewerb „Unser Dorf“ erreichte Launsbach 2011 den 2. Platz und 2014 den 3. Platz.

## Persönlichkeiten
- Paul J. Walter (* 1935 in Hamm), Thorax-, Herz- und Gefäßchirurg und Hochschullehrer in Gießen und Antwerpen, lebte in den 1970er- und 1980er-Jahren in Wettenberg.